# Герашаска
Гераша́ска (укр. Гераша́ська) — высокогорное озеро ледникового происхождения в пределах Раховского района Закарпатской области Украины. Длина озера — 125 м, ширина — 110 м, площадь — 1,2 га, глубина — до 1,2 м.
Лежит на дне ледникового кара, на северо-восточном склоне горы Догяска (1761,7 м), в массиве Свидовец, на высоте 1577 м над уровнем моря. Впадина имеет форму неправильного прямоугольника, ограниченная широким моренным валом.
Питается преимущественно снеговыми водами. Температура воды летом низкая, в июне +10-11 °C.
Северные берега поросли осокой. Водорослей мало, из фауны распространены микроскопические ракообразные.
Из озера берёт начало река Косовская. Ближайший населённый пункт — село Чёрная Тиса.